# Häfner Markt 5

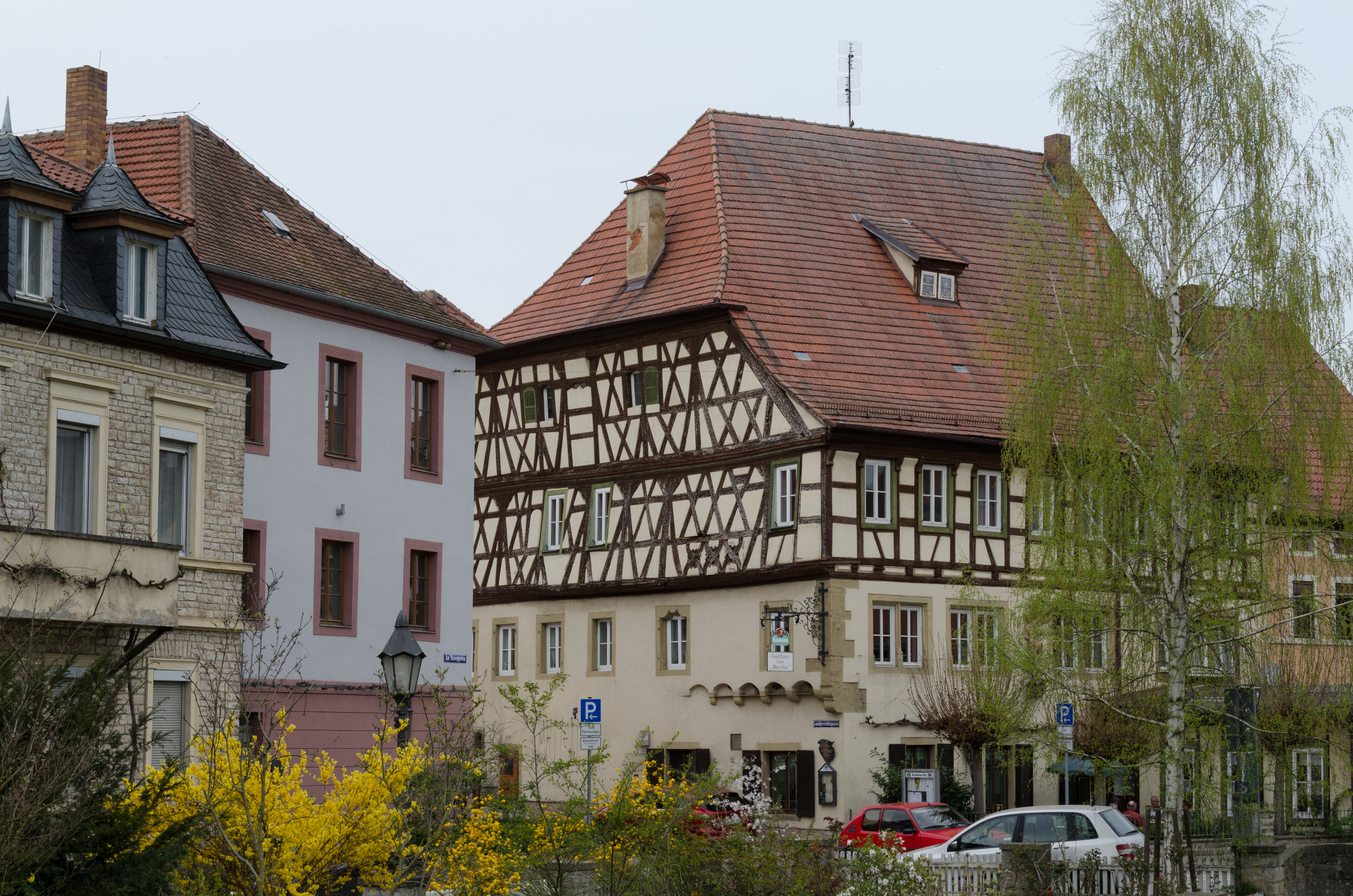
Das Haus am Häfner Markt 5

Das Haus Häfner Markt 5 (auch Gasthaus Zum Bacchus, bis um 1990 Häfnergasse 5, auch Wirtshaus am Bach, früher Hausnummer 200) ist ein denkmalgeschütztes Gebäude in der westlichen Altstadt des unterfränkischen Dettelbach.

## Geschichte
| Name            | Jahre      |
| Caspar Weinacht | 1643, 1644 |
| Johann Horschel | 1686       |
| Georg Horn      | um 1780    |

Das Haus wurde wohl bereits in den 1560er Jahren errichtet. Zwei Inschriften an der Ecksteinquaderung an der Südostecke bzw. am ehemaligen Aufzug datieren das Haus auf 1569. Erstmals urkundlich erwähnt wurde das Gebäude im Jahr 1591 als „Schenkstatt“ und eines der vier Gasthäuser der Stadt. Die Bezeichnung lässt darauf schließen, dass in den Räumlichkeiten bereits zu diesem Zeitpunkt ein Gasthaus bestand, in dem auch selbstgebrautes Bier ausgeschenkt werden konnte. Die Brauerei bestand an dieser Stelle noch bis ins 19. Jahrhundert. Die Keller waren allerdings inzwischen ausgelagert.
In den folgenden Jahrhunderten tauchte das Haus immer wieder in den Quellen auf, wobei es insbesondere in den Grundbüchern der Stadt verzeichnet wurde. In den Steuertaxierungen von 1686 und 1777 zeugten die hohen, zu zahlenden Abgaben von einem der reicheren Anwesen der Stadt. Der Baubestand des 16. Jahrhunderts erfuhr in den folgenden Jahrhunderten immer wieder Umbauten. Im 18. Jahrhundert entstand wohl das Fachwerk an der Traufseite. Jünger ist auch das Halbwalmdach, weil der Bau wohl ursprünglich mit einem Steilsatteldach abschloss.
Ab 1609 bezeichnete sich der Bewirtungsbetrieb als „Wirtshaus am Bach“, wodurch die Nähe zum Dettelbach ausgedrückt wurde. Seit etwa 1780 taucht die Bezeichnung „Zum Bacchus“ auf. Sie spielt auf die latinisierte Form des griechischen Weingottes Dionysos bzw. den Namen einer fränkischen Rebsorte an. Unter anderem besteht heute neben den Gasträumen im Erdgeschoss ein großer Saal im Obergeschoss. Im zweiten Obergeschoss sind außerdem Wohnungen eingerichtet. Das Haus ist ein Baudenkmal, untertägige Reste von Vorgängerbauten werden als Bodendenkmal geführt. Außerdem ist ein Teil des Ensembles Altstadt Dettelbach.

## Beschreibung

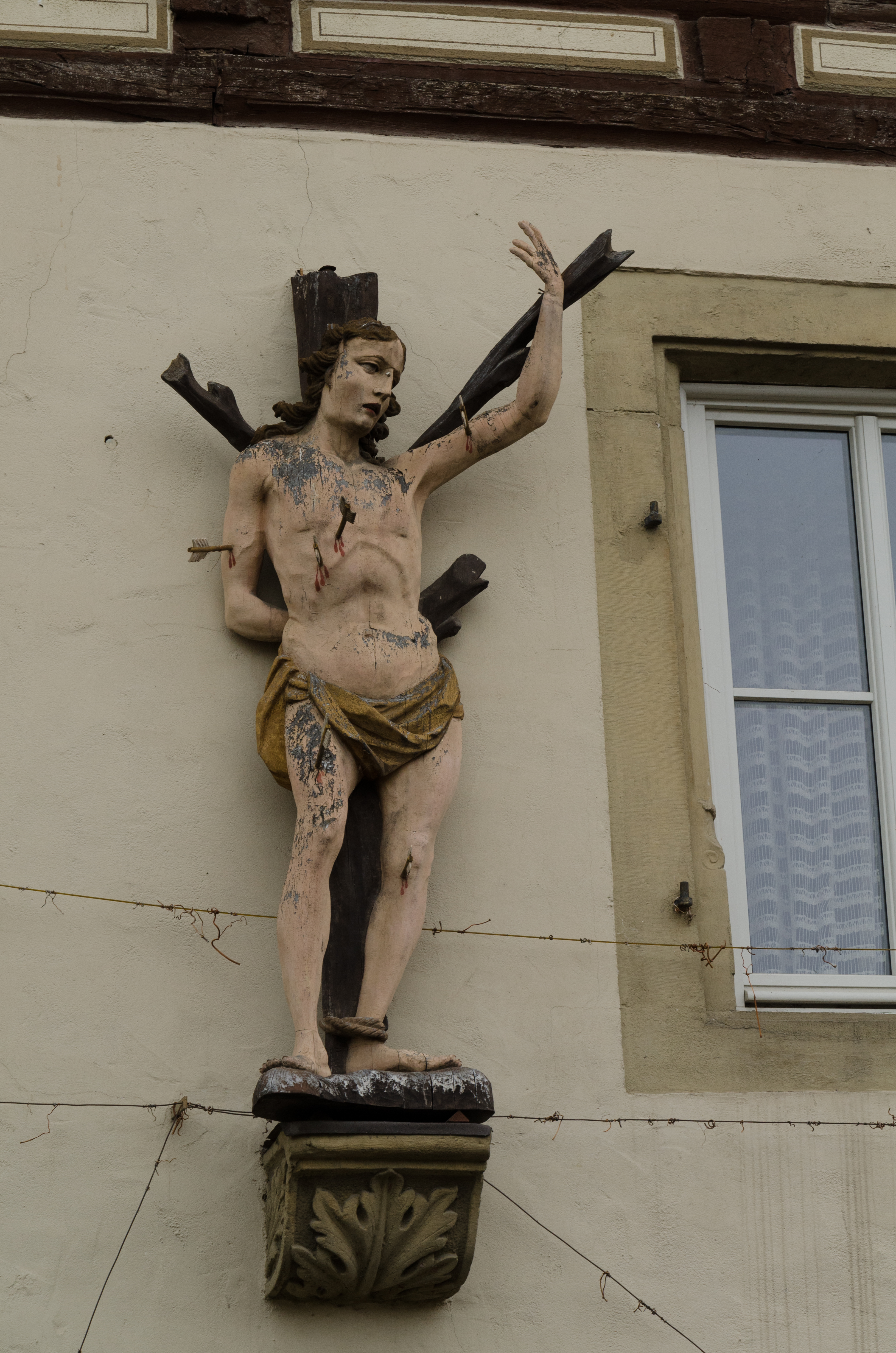
Die Heiligenfigur am Gebäude

Das Haus Häfner Markt 5 präsentiert sich als dreigeschossiger Halbwalmdachbau mit Mansarddach. Es entstand als Traufseithaus, das in Richtung des Dettelbaches ausgerichtet ist. An der Südseite hat sich ein Barockportal aus dem Jahr 1719 erhalten. Das Erdgeschoss aus Mauerwerk dient zugleich auch als Kellergeschoss, weil das unebene Gelände nach Westen hin ansteigt. Die älteste Bausubstanz hat sich wohl am ersten Obergeschoss erhalten. Es handelt sich um verputztes Mauerwerk mit Ecksteinquadern und einer Kragsteinreihe in der Südostecke. Hier verläuft auch ein Rundbogenfries. Das erste Obergeschoss weist auch eine vielfältige Durchfensterung auf. Unter anderem sind hier Vorhangbögen anzutreffen.
Das zweite Obergeschoss kragt leicht nach vorne. Das Fachwerk der Giebelseite ist vielfältig gestaltet. So wurden lange Fuß- und kleine Kopfstreben an die Ständer gezapft. Außerdem sind hier genaste und gerade Andreaskreuze zu finden. Das traufseitige Fachwerk ist regelmäßiger und entstammt dem 18. Jahrhundert. Das erste Dachgeschoss kragt ebenfalls vor, wobei das Fachwerk der östlichen Giebelseite ähnlich dem des zweiten Geschosses gestaltet wurde. Das Dachgeschoss wird von vier kleinen Fenstern gegliedert. Eine ehemalige Aufzugstür ist noch durch die schlichtere Gliederung des Fachwerks erkennbar. Die Westseite wurde verputzt.
Das zweite Dachgeschoss mit dem Dach geht auf einen Umbau im 18. Jahrhundert zurück. Es handelt sich um ein Sparrendach in das mächtige Aufschieblinge eingepasst wurden. Das Dach besitzt eine Dachgaube, die Südseite schließt mit einem Halbwalm ab. Das Haus war bereits im 16. Jahrhundert auf einem schiefeckigen Grundriss errichtet worden, sodass ein besonders breites Anwesen entstand. Die Umbaumaßnahmen späterer Zeit veränderten den Grundriss nicht.
Am Haus besteht eine Heiligenfigur des heiligen Sebastian. Sie soll bereits aus dem 15. Jahrhundert stammen, womit sie älter als das Gasthaus wäre. Der Volksmund verbindet die gemarterte Vollfigur mit den Pestzeiten des Spätmittelalters. Die Dettelbacher Bürger gelobten damals eine jährliche Wallfahrt zur Kirche Maria im Weingarten oberhalb Volkachs, um die Epidemie zu stoppen. Bis heute wallen die Bewohner Dettelbachs einmal im Jahr in den Nachbarort.